# Marvin Kernelle
Marvin Kernelle (geboren in Kapstadt) ist ein südafrikanischer Opernsänger und seit 2014 Leiter des Cape-Town-Opera-Chors.

## Leben
Kernelle spielt seit seinem 13. Lebensjahr die Orgel. 2004 nahm er am Trainingsprogramm des Cape Town Opera-Chores teil. Von 2005 bis 2007 studierte er an der Cape Town Opera School. 2008 wurde er Mitglied des CTO-Chores. Am 19. April 2014 wurde er Leiter des Chores. Seit Juli 2016 ist er Jurymitglied in der Fernsehshow Varsity Sing, in der bis Oktober 2016 dauernden Liveshow treten 12 Chöre gegeneinander an.

## Opern-Produktionen
- 2010: Haushofmeister der Marschallin in Der Rosenkavalier – CTO
- 2010: Peter in Porgy and Bess – Israeli Opera
- 2014: Polizist in Porgy and Bess – Gran Teatre del Liceu

## Chorleiter
- 2008: Carmen – CTO (Leiter des Kinderchores)
- 2013: Otello – CTO (Leiter des Kinderchores)
- 2014: Die Hochzeit des Figaro – CTO
- 2014: Postcard from Morocco – CTO
- 2016: Mandela Trilogy – Ravenna Festival